# Folklore français
Le folklore français englobe les fables, les croyances populaires, les contes de fées, les légendes gauloises, franques, normandes, bretonnes, occitanes et celles de tous les autres peuples vivant en France.

## Folklore médiéval
La littérature occitane regroupe les chansons, poésies et les œuvres littéraires en occitan (langue d'oc), issues du Midi de la France, région notable pour sa poésie des XIe et XIIe siècles, qui inspira une riche littérature vernaculaire à travers l'Europe médiévale. Ces œuvres anciennes eurent leur plus fort développement au XIIe siècle et comprennent les célèbres Chants des troubadours.

### Chansons troubadours
Les chansons, poésies et récits des troubadours, qui étaient les compositeurs et chanteurs pendant le Haut Moyen Âge, se multiplièrent pendant le XIe siècle et se propagèrent à travers l'Europe depuis le Sud de la France. Leurs chansons traitaient souvent de thèmes tels que la chevalerie et l'amour courtois.

### Épopées
Une autre forme de légende en France durant le Moyen Âge fut l'épopée, poèmes épiques mélangeant récits historiques et légendes populaires, avec des thèmes couvrant la formation de la France, la guerre, la noblesse et les batailles importantes. Ce genre fut dénommé chanson de geste.

#### Matière de France
- La chanson de geste Matière de France
  - Charlemagne, le roi mythologique
  - la Bataille de Roncevaux
  - Bayard, le chevalier légendaire
  - Bayard, cheval-fée en relation avec la légende des Quatre Fils Aymon. Il occupe une place assez importante dans le nord-est de la France, voire plus généralement du nord de la France (Ile-de-France comprise).
  - Durandal, l'épée magique
  - Chanson de Roland, décrivant Roland
  - Huon de Bordeaux rédigé vers 1215-40 comprend des descriptions d'Obéron et de la fée Morgane
  - Renaud de Montauban, héros épique.

## Fables
Les fables étaient un autre support au folklore médiéval ; fausses épopées, contes folkloriques animaliers.
- Roman de Renart (vers 1175)

## Contes satiriques
- La Vie de Gargantua et de Pantagruel, de François Rabelais (1494-1553)

## Contes de fées

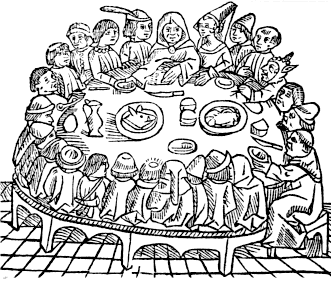
Illustration pour les Contes de Cantorbery, de Geoffrey Chaucer

### Contes de fées de Perrault
- Charles Perrault (1628-1703) rassembla de nombreux contes :

### Contes de fées d'Aulnoy
- Marie-Catherine d'Aulnoy (1650-1705) rassembla des contes :

### Contes de fées de Souvestre
- Émile Souvestre (1806-1854) rassembla des contes :

### Autres contes de fées
- La Belle et la Bête publié originellement par Gabrielle-Suzanne de Villeneuve en 1740.
- Le Pommier enchanté
- Les contes de la demoiselle Agnès

## Personnages légendaires
- Lancelot-Graal
- Nicolas Flamel
- Le comte de Saint-Germain

## Animaux réels et légendaires
- La Bête du Gévaudan
- La Bête des Vosges
- La bête Faramine
- Le Dahu
- la Tarasque
- Les gargouilles
- Les dragons européens
- Les farfadets
- Les fées
- Les lutins
- Lycanthrope
- Mélusine
- Morgane
- Obéron, roi des Fées d'après la chanson de geste Huon de Bordeaux
- La Sorcière d'Avalon
- Renart, le renard des fables
- Le Warabouc de Meuse